# La Boissière (Hérault)
La Boissière település Franciaországban, Hérault megyében. Lakosainak száma 1054 fő (2022. január 1.). La Boissière Aniane, Argelliers, Aumelas, Gignac, Montarnaud, Puéchabon és Saint-Paul-et-Valmalle községekkel határos.

## Népesség
A település népességének változása:
| Lakosok száma | 221  | 404  | 594  | 845  | 964  | 1019 | 1021 | 1028 | 1038 | 1054 |
|               | 1968 | 1982 | 1990 | 2006 | 2013 | 2015 | 2017 | 2019 | 2020 | 2022 |